# Christ des Abysses
 (octobre 2013).
Si vous disposez d'ouvrages ou d'articles de référence ou si vous connaissez des sites web de qualité traitant du thème abordé ici, merci de compléter l'article en donnant les références utiles à sa vérifiabilité et en les liant à la section « Notes et références ».
Pour les articles homonymes, voir Abysse (homonymie).

La statue du Christ des Abysses

Le Christ des Abysses (en italien : Il Cristo Degli Abissi) est une imposante sculpture en bronze, placée à 17 m de profondeur dans la baie de San Fruttuoso de Camogli en Italie.
Voulue par Duilio Marcante (it) en mémoire de son ami Dario Gonzatti (it), elle est l'œuvre du sculpteur Guido Galletti et représente un Christ qui bénit les bras ouverts en signe de paix, le regard tourné vers la surface.

## Construction et immersion
Le comité de financement est constitué à la demande de Duilio Marcante par le riche armateur génois Giacomino Costa,.
La statue en bronze, qui fut créée par la fusion de médailles de marins et de sportifs, de parties de bateaux, de cloches et de canons, mesure 2,50 m et pèse 260 kg. Elle repose sur une base en béton en forme de tronc de pyramide d'un poids de 90 tonnes. Offerte par l'armateur Giacomino Costa de la riche famille Costa, elle a été posée grâce à l'aide de la Marine militaire italienne le 22 août 1954,.
Chaque année, le dernier samedi du mois de juillet, une cérémonie a lieu dans la baie en mémoire de ceux qui sont morts en mer, et en l’honneur de ceux qui dédient leur vie à la mer. Avant la célébration du cinquantième anniversaire de la pose, la statue a été ramenée à la surface pour être restaurée. Elle a subi un traitement contre la corrosion des métaux pour la nettoyer des incrustations d'algues et de crustacés qui risquent de la recouvrir complètement.

## Copies

photographie du Christ des Abysses de Key Largo

Une copie de cette statue se trouve, depuis 1965, à Key Largo, en Floride. Le 25 août 1965, elle a été  immergée à 7,5 m de profondeur, près de Dry Rocks dans le parc d'État de John Pennekamp Coral Reef. La statue pèse  260 kg et la base en béton sur laquelle elle est fixée environ 9 tonnes.
Une autre copie  est visible, depuis 1961, toujours sous l'eau, à Molinere Bay au large de Saint Georges (Grenade). Il s'agit d'un cadeau de la marine de Gênes à la suite de l'aide au sauvetage de l'équipage du navire italien MV  Bianca C., qui a été détruit par un incendie dans le port de St. Georges.
Dans la baie de Saint-Paul à Malte, non loin de l'île de Comino, se trouve également, depuis 1990, une statue immergée de Christ, mais il s'agit d'une réplique, haute de 3 mètres, du Christ Rédempteur de Rio de Janeiro commémorant la venue du pape Jean-Paul II sur l'île.
On peut voir une copie de la statue dans l'église de San Fruttuoso à Monza.
La sculpture originale, en argile, avait été abandonnée dans une fonderie en Italie jusqu’en 1993 ; elle a été retrouvée sans les mains. Elle est maintenant exposée avec des mains de remplacement au Musée national des activités subaquatiques à  Marina de Ravenna.